# William Hammond Wright
William Hammond Wright, ameriški astronom, * 4. november 1871, † 16. maj 1959.
Wright je bil med letoma 1935 in 1942 predstojnik Observatorija Lick.
1. 1 2  SNAC — 2010.